# کی لاهتینن
کی لاهتینن (فنلاندی: Aki Lahtinen؛ زادهٔ ۳۱ اکتبر ۱۹۵۸) بازیکن فوتبال اهل فنلاند بود.
از باشگاه‌هایی که در آن بازی کرده‌است می‌توان به باشگاه فوتبال نوتس کانتی اشاره کرد.
وی همچنین در تیم ملی فوتبال فنلاند بازی کرده‌است.